# Aclens
Aclens ([aklɑ̃], im einheimischen frankoprovenzalischen Dialekt [(a) aːˈçɛ]) ist eine politische Gemeinde im Distrikt Morges des Kantons Waadt in der Schweiz.

## Geographie

Historisches Luftbild von Werner Friedli von 1964

Aclens liegt auf 461 m ü. M., in der Luftlinie 7 km nördlich der Bezirkshauptstadt Morges. Das Bauerndorf erstreckt sich im westlichen Gros de Vaud, im Waadtländer Mittelland, auf einem Plateau westlich des Tals der Venoge.
Die Fläche des 3,9 km² grossen Gemeindegebiets umfasst einen Abschnitt der leicht gewellten Landschaft des Gros de Vaud. Die östliche Grenze verläuft in der breiten Talniederung der Venoge. Nach Westen erstreckt sich der Gemeindeboden auf das rund 60 m höher liegende Plateau und erreicht auf der Kuppe Trente-Chiens mit 515 m ü. M. den höchsten Punkt von Aclens. Im Nordwesten und Norden bildet der leicht in das Plateau eingetiefte Bachlauf der Senoge eine natürliche Abgrenzung. Von der Gemeindefläche entfielen 1997 13 % auf Siedlungen, 17 % auf Wald und Gehölze und 70 % auf Landwirtschaft.
Zu Aclens gehören das Industrie- und Gewerbequartier im Venogetal und einige Einzelhöfe. Nachbargemeinden von Aclens sind Vullierens, Saint-Saphorin-sur-Morges, Romanel-sur-Morges, Bremblens, Bussigny, Vufflens-la-Ville und Gollion.

## Bevölkerung
Mit 578 Einwohnern (Stand 31. Dezember 2023) gehört Aclens zu den kleinen Gemeinden des Kantons Waadt. Von den Bewohnern sind 89,0 % französischsprachig, 6,1 % deutschsprachig und 1,7 % italienischsprachig (Stand 2000). Die Bevölkerungszahl von Aclens belief sich 1850 noch auf 368 Einwohner, 1900 auf 309 Einwohner. Nachdem die Bevölkerung bis 1970 auf 192 Einwohner abgenommen hatte, setzte eine Bevölkerungszunahme mit einer Verdoppelung der Einwohnerzahl innerhalb von 30 Jahren ein.

## Wirtschaft
Aclens war bis Mitte des 20. Jahrhunderts ein vorwiegend durch die Landwirtschaft geprägtes Dorf. Noch heute hat der Ackerbau im Gros de Vaud, der Kornkammer des Kantons Waadt, eine wichtige Bedeutung; am Hang des Hügels La Roche gibt es ein kleines Weinbaugebiet. Die nahe der Mündung des Baches Arena in die Venoge gelegene Mühle Moulin du Choc war seit dem 17. Jahrhundert ein bedeutender Betrieb in Aclens. Zu Beginn der 1970er Jahre wurde im Venogetal eine grössere Industrie- und Gewerbezone geschaffen, welche die Wirtschaftsstruktur von Aclens markant veränderte. In den letzten Jahrzehnten hat sich das Dorf zu einer Wohngemeinde entwickelt. Viele Erwerbstätige sind deshalb Wegpendler, die vor allem in Morges und Lausanne arbeiten. Derzeit lässt Denner eine Verteilzentrale in Aclens bauen. Die Grundsteinlegung erfolgte im September 2024, mit der Inbetriebnahme wird für 2027 gerechnet. In der Verteilzentrale sollen dann rund 130 Mitarbeitende beschäftigt werden.

## Verkehr
Die Gemeinde ist verkehrstechnisch gut erschlossen. Sie liegt an der Hauptstrasse von Morges nach Cossonay, welche den Ortskern östlich umfährt. Durch den Postautokurs, der von Morges nach Cossonay verkehrt, ist Aclens an das Netz des öffentlichen Verkehrs angebunden.

## Geschichte
Bereits zur Römerzeit war das Gemeindegebiet bewohnt, was durch den Fund von Mauern eines Gebäudes belegt wird. 1002 wurde der Ort als Astlegus oder Asclÿgus erstmals urkundlich erwähnt, 1177 als Acclens. Der Ortsname geht wahrscheinlich auf eine Bildung aus dem Personennamen *Askilo und dem in deutschen Ortsnamen häufigen und im 6. Jahrhundert auch ins Galloromanische entlehnten Suffix -ingōs.
Die kleine Herrschaft Aclens gehörte seit dem Mittelalter zur Herrschaft Cossonay und kam 1410 an die Herren von Vullierens, bei denen es bis 1665 verblieb; 1675 gelangte es durch Kauf an die Stadt Morges. Auf dem Gemeindegebiet befanden sich im Mittelalter auch die Dörfer Saint-Christophe und Chibi, die beide spätestens zu Beginn des 18. Jahrhunderts aufgegeben wurden. Mit der Eroberung der Waadt durch Bern im Jahr 1536 kam Aclens unter die Verwaltung der Vogtei Morges. Nach dem Zusammenbruch des Ancien Régime gehörte das Dorf von 1798 bis 1803 während der Helvetik zum Kanton Léman, der anschliessend mit der Inkraftsetzung der Mediationsverfassung im Kanton Waadt aufging. 1798 wurde es dem Bezirk Morges zugeteilt.

## Sehenswürdigkeiten
Die 1228 erwähnte Pfarrkirche von Aclens wurde 1740 neu gebaut und erhielt 1829 einen neuen Glockenturm. Im Ortskern sind einige typische Bauernhäuser aus dem 18. und 19. Jahrhundert erhalten.